# Roodkaptimalia
De roodkaptimalia (Timalia pileata) is een zangvogel uit de familie Timaliidae (timalia's).

## Verspreiding en leefgebied
Deze soort komt voor van de Himalaya tot Zuidoost-Azië en telt zes ondersoorten:
- T. p. bengalensis: van zuidelijk Nepal en noordoostelijk India tot Bangladesh en westelijk Myanmar.
- T. p. smithi: van oostelijk Myanmar, noordwestelijk Thailand en zuidelijk China tot noordelijk en centraal Indochina.
- T. p. intermedia: centraal en zuidelijk Myanmar, westelijk Thailand.
- T. p. patriciae: zuidwestelijk Thailand.
- T. p. dictator: oostelijk Thailand en zuidelijk Indochina.
- T. p. pileata: Java.

## Status
De grootte van de populatie is niet gekwantificeerd maar de soort wordt omschreven als schaars tot plaatselijk algemeen. Op de Rode lijst van de IUCN heeft deze soort de status niet bedreigd.